# McLaren MP4/10
Chronologie des modèles (1995)
McLaren MP4/9 McLaren MP4/11
La McLaren MP4/10  est la monoplace engagée par l'équipe McLaren Racing lors de la saison 1995 de Formule 1. Elle a été principalement confiée à Mark Blundell, qui a commencé l'année sans volant et Mika Häkkinen, pour sa seconde saison complète avec l'équipe. La voiture a également été confiée à Nigel Mansell et Jan Magnussen.

## Historique

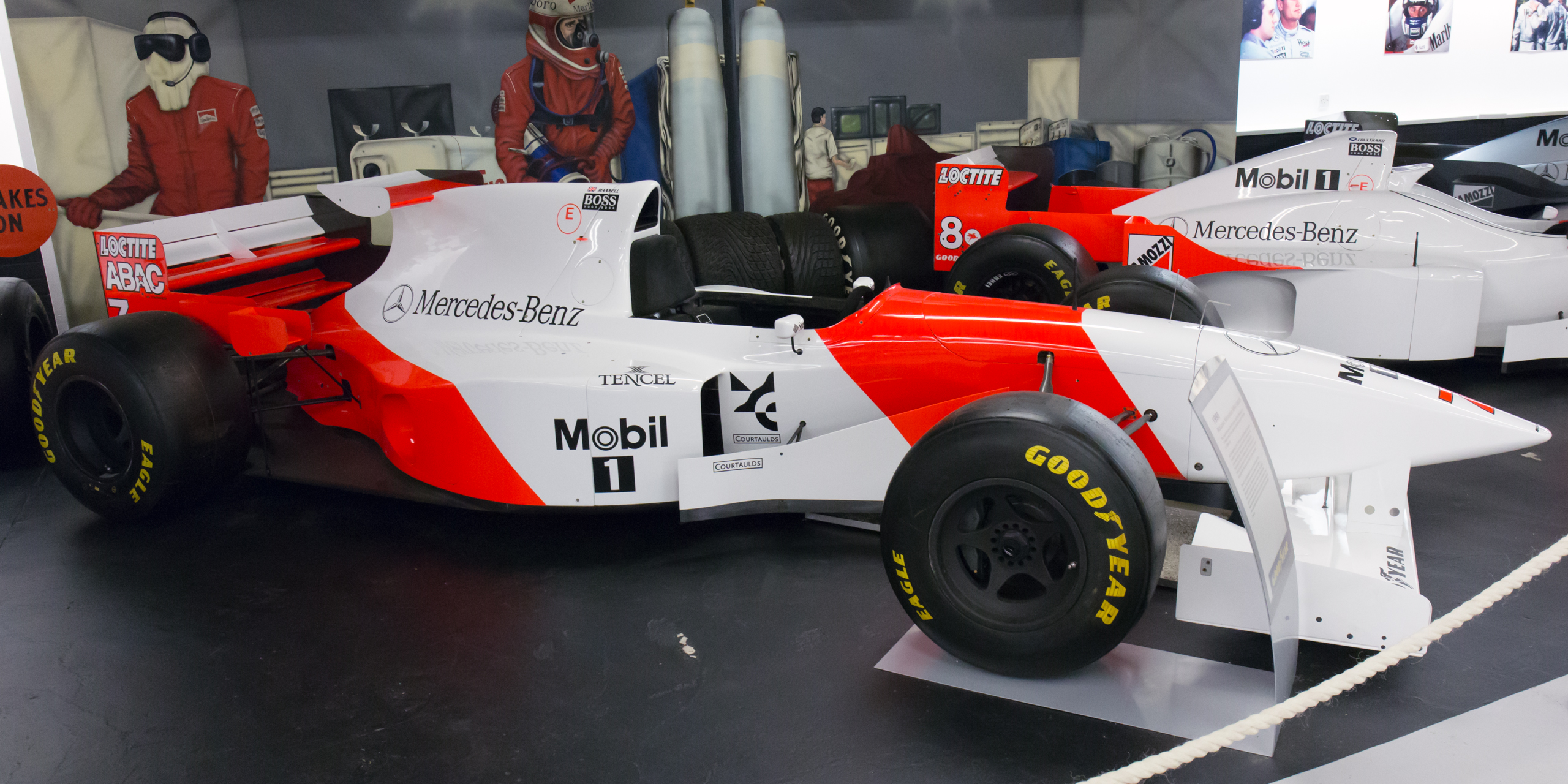
La McLaren MP4/10B de Nigel Mansell exposée au Donington Grand Prix Collection.

Le moteur Mercedes-Benz, qui n'équipe plus Sauber, remplace le bloc Peugeot de la saison précédente. Mansell, sorti de sa retraite sportive, est associé au jeune finlandais Mika Häkkinen.
La MP4/10 intègre un nez en aiguille et une ailette montée au sommet de la boîte à air. Mansell, incapable de s'installer correctement dans le cockpit étroit, rate les deux premières courses de la saison en attendant qu'une monocoque plus grande  soit construite. Son retour ne dure que le temps de deux Grands Prix avant qu'il ne quitte définitivement la Formule 1. Mark Blundell, qui l'a remplacé au Brésil et en Argentine, devient donc titulaire.
Le problème principal de la voiture est son manque d'adhérence à l'avant, allié à un moteur peu fiable. Häkkinen finit toutefois deux fois sur le podium, son coéquipier Blundell finissant plusieurs fois dans les points.
La McLaren MP4/10B fait ses débuts à Imola et est utilisée pour une grande partie de la saison. Une autre modification, la MP4/10C n'a été alignée qu'au Grand Prix du Portugal, seulement pour Blundell, et au Grand Prix d'Europe.
McLaren connaît une fin de saison mouvementée. Häkkinen manque le Grand Prix du Pacifique, à cause d'une crise d'appendicite et est remplacé par le Danois Jan Magnussen. Lors du dernier Grand Prix, Blundell casse un châssis en essais tandis qu'Hakkinen est victime, lors des qualifications, d'un accident. Une crevaison le fait heurter un mur de béton à grande vitesse. Le pilote, inconscient, subit une trachéotomie sur place.
L'équipe termine quatrième du championnat des constructeurs avec 30 points. Häkkinen termine septième du championnat pilotes avec 17 points et Blundell dixième avec 13 points.

## Résultats en championnat du monde de Formule 1

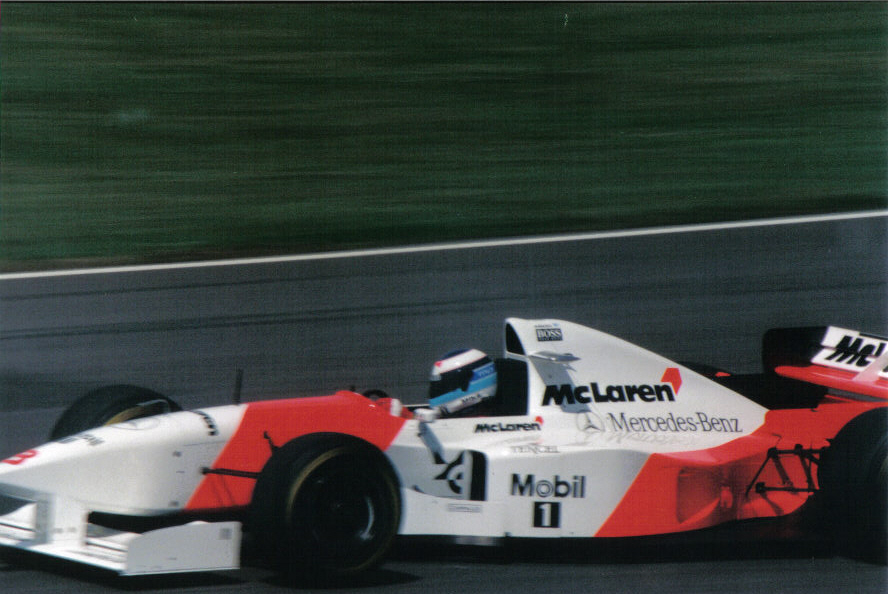
Mika Häkkinen pilotant la McLaren MP4/10B au GP de Grande-Bretagne 1995.

| Saison | Écurie                    | Moteur                  | Pneus    | Pilotes       | Courses | Courses | Courses | Courses | Courses | Courses | Courses | Courses | Courses | Courses | Courses | Courses | Courses | Courses | Courses | Courses | Courses | Points inscrits | Classement |
| Saison | Écurie                    | Moteur                  | Pneus    | Pilotes       | 1       | 2       | 3       | 4       | 5       | 6       | 7       | 8       | 9       | 10      | 11      | 12      | 13      | 14      | 15      | 16      | 17      | Points inscrits | Classement |
| ------ | ------------------------- | ----------------------- | -------- | ------------- | ------- | ------- | ------- | ------- | ------- | ------- | ------- | ------- | ------- | ------- | ------- | ------- | ------- | ------- | ------- | ------- | ------- | --------------- | ---------- |
| 1995   | Marlboro McLaren Mercedes | Mercedes-Benz FO110 V10 | Goodyear |               | BRÉ     | ARG     | SMR     | ESP     | MON     | CAN     | FRA     | GBR     | ALL     | HON     | BEL     | ITA     | POR     | EUR     | PAC     | JAP     | AUS     | 30              | 4e         |
| 1995   | Marlboro McLaren Mercedes | Mercedes-Benz FO110 V10 | Goodyear | Mark Blundell | 6e      | Abd     |         |         | 5e      | Abd     | 11e     | 5e      | Abd     | Abd     | 5e      | 4e      | 9e      | Abd     | 9e      | 7e      | 4e      | 30              | 4e         |
| 1995   | Marlboro McLaren Mercedes | Mercedes-Benz FO110 V10 | Goodyear | Nigel Mansell |         |         | 10e     | Abd     |         |         |         |         |         |         |         |         |         |         |         |         |         | 30              | 4e         |
| 1995   | Marlboro McLaren Mercedes | Mercedes-Benz FO110 V10 | Goodyear | Mika Häkkinen | 4e      | Abd     | 5e      | Abd     | Abd     | Abd     | 7e      | Abd     | Abd     | Abd     | Abd     | 2e      | Abd     | 8e      |         | 2e      | Np      | 30              | 4e         |
| 1995   | Marlboro McLaren Mercedes | Mercedes-Benz FO110 V10 | Goodyear | Jan Magnussen |         |         |         |         |         |         |         |         |         |         |         |         |         |         | 10e     |         |         | 30              | 4e         |

Légende : ici 